# 穂別川
穂別川（ほべつがわ）は、北海道勇払郡むかわ町穂別長和に源を発し、同町穂別で鵡川に合流する一級河川である。

## 地理
北海道胆振総合振興局管内の東部、むかわ町と夕張市、占冠村の境付近が水源。概ね南西に流れる。JR石勝線新登川トンネルと長和トンネルの間を流れ穂別ダム - ダム便覧　に至る。穂別ダムからしばらく国道274号が並行する。蛇行と先行谷を形成しながら流れ、旧穂別町の中心部へ流れる。むかわ町穂別の中島橋下流で鵡川と合流する。

## 地名の由来
アイヌ語で「小さい・川」を表す「ポンペッ（pon-pet）」の転訛した名と言われているが定かではない。

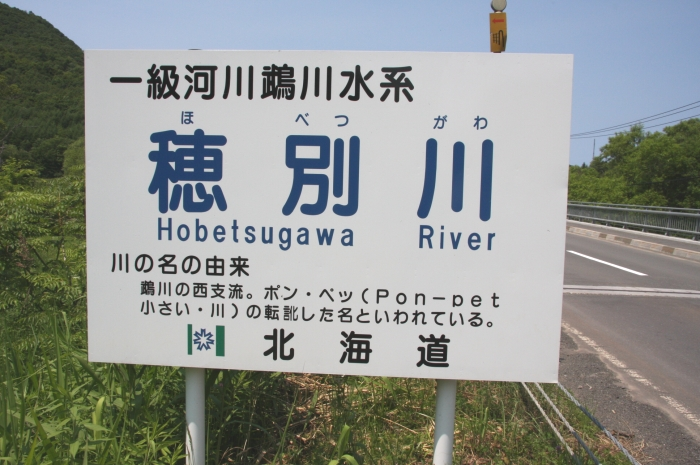
稲里橋にある穂別川の河川標識

## 流域の自治体
北海道
むかわ町

## 主な支流
- ヌタボマナイ川
- サヌシュベ川

## 主な橋梁
- 穂別大橋 - 国道274号
- 山本橋
- 稲里橋 - 北海道道74号穂別鵡川線
- 中穂別橋
- 石油沢一号橋
- キウス橋 - 北海道道74号穂別鵡川線
- 炭住橋 - 北海道道74号穂別鵡川線
- 茂別橋 - 北海道道74号穂別鵡川線
- 中島橋